# Saison 2 de Taken
Chronologie
Saison 1
Cet article présente le guide des épisodes de la deuxième saison de la série télévisée américaine Taken.

## Généralités
- Aux États-Unis, la saison est diffusée depuis le 12 janvier 2018 sur le réseau NBC.
- Au Canada, la saison est disponible le lendemain sur le site web du réseau Global, et à la télévision les samedis après-midis depuis le 2 juin 2018.

## Distribution
- Clive Standen (VF : Boris Rehlinger) : Bryan Mills
- Jennifer Beals (VF : Danièle Douet) : Christina Hart
- Jessica Camacho : Santana
- Adam Goldberg : Harden Kilroy

### Acteurs récurrents
- Matthew Bennett : Gary Martello
- Peter Outerbridge : James Casey
- Tahmoh Penikett : David Ramsey
- Ian Matthews : Morse
- Barry Flatman (de) : le père de Bryan
- Brittany Allen : Ella
- Christian Bako : Krystiyan
- Al Sapienza : Directeur Adjoint Davis
- Victoria Snow (en) : Sarah Mills
- Wass Stevens : Sykes
- Craig Henry : Banks
- Jean Paul Najm : Dogan
- Kevan Kase : Gerrard
- Ahmed Mesallati : Tamir Zamani
- Neven Pajkić (en) : Ivan
- Violetta Pioro : Elia

## Épisodes

### Épisode 1:Retour au pays
- États-Unis : 12 janvier 2018 sur NBC[1]
- France : 12 mai 2018 sur Altice Studio
- Belgique : 4 novembre 2018 sur La Deux

- États-Unis : 2,79 millions de téléspectateurs[2] (première diffusion)

### Épisode 2:Chasse à l'homme
- États-Unis : 19 janvier 2018 sur NBC
- France : 12 mai 2018 sur Altice Studio
- Belgique : 4 novembre 2018 sur La Deux

- États-Unis : 2,98 millions de téléspectateurs[3] (première diffusion)

### Épisode 3:Œil pour œil
- États-Unis : 26 janvier 2018 sur NBC
- France : 12 mai 2018 sur Altice Studio
- Belgique : 4 novembre 2018 sur La Deux

- États-Unis : 3,14 millions de téléspectateurs[4] (première diffusion)

### Épisode 4:Haute trahison
- États-Unis : 2 février 2018 sur NBC
- France : 19 mai 2018 sur Altice Studio
- Belgique : 11 novembre 2018 sur La Deux

- États-Unis : 2,53 millions de téléspectateurs[5] (première diffusion)

### Épisode 5:Secret d'état
- États-Unis : 2 mars 2018 sur NBC
- France : 26 mai 2018 sur Altice Studio
- Belgique : 11 novembre 2018 sur La Deux

- États-Unis : 2,45 millions de téléspectateurs[6] (première diffusion)

### Épisode 6:Faux-semblants
- États-Unis : 9 mars 2018 sur NBC
- France : 26 mai 2018 sur Altice Studio
- Belgique : 11 novembre 2018 sur La Deux

- États-Unis : 2,45 millions de téléspectateurs[7] (première diffusion)

### Épisode 7:En territoire ennemi
- États-Unis : 16 mars 2018 sur NBC
- France : 2 juin 2018 sur Altice Studio
- Belgique : 18 novembre 2018 sur La Deux

- États-Unis : 3,24 millions de téléspectateurs[8] (première diffusion)

### Épisode 8:Passage à l'est
- États-Unis : 23 mars 2018 sur NBC
- France : 2 juin 2018 sur Altice Studio
- Belgique : 18 novembre 2018 sur La Deux

- États-Unis : 2,88 millions de téléspectateurs[9] (première diffusion)

### Épisode 9:Le prix de la vérité
- États-Unis : 30 mars 2018 sur NBC
- France : 7 juillet 2018 sur Altice Studio
- Belgique : 18 novembre 2018 sur La Deux

- États-Unis : 2,15 millions de téléspectateurs[10] (première diffusion)

### Épisode 10:Une nouvelle Eve
- États-Unis : 6 avril 2018 sur NBC
- France : 7 juillet 2018 sur Altice Studio
- Belgique : 25 novembre 2018 sur La Deux

- États-Unis : 3,01 millions de téléspectateurs[11] (première diffusion)

### Épisode 11:Mot de passe
- États-Unis : 13 avril 2018 sur NBC
- France : 14 juillet 2018 sur Altice Studio
- Belgique : 25 novembre 2018 sur La Deux

- États-Unis : 3,01 millions de téléspectateurs[12] (première diffusion)

### Épisode 12:Marché noir
- États-Unis : 26 mai 2018 sur NBC
- France : 14 juillet 2018 sur Altice Studio
- Belgique : 25 novembre 2018 sur La Deux

- États-Unis : 1,73 million de téléspectateurs[13] (première diffusion)

### Épisode 13:Trafic d'organes
- États-Unis : 2 juin 2018 sur NBC
- France : 21 juillet 2018 sur Altice Studio
- Belgique : 2 décembre 2018 sur La Deux

- États-Unis : 2,06 millions de téléspectateurs[14] (première diffusion)

### Épisode 14:Seconde chance
- États-Unis : 9 juin 2018 sur NBC
- France : 21 juillet 2018 sur Altice Studio
- Belgique : 2 décembre 2018 sur La Deux

- États-Unis : 2,48 millions de téléspectateurs[15] (première diffusion)

### Épisode 15:Kidnapping
- États-Unis : 23 juin 2018 sur NBC
- France : 28 juillet 2018 sur Altice Studio
- Belgique : 9 décembre 2018 sur La Deux

- États-Unis : 1,74 million de téléspectateurs[16] (première diffusion)

### Épisode 16:Vice-Roi
- États-Unis : 30 juin 2018 sur NBC
- France : 28 juillet 2018 sur Altice Studio
- Belgique : 9 décembre 2018 sur La Deux

- États-Unis : 1,88 million de téléspectateurs[17] (première diffusion)